# Тюнтер
Тюнтер  — село в Балтасинском районе Татарстана. Административный центр Среднекушкетского сельского поселения.

## География
Находится в северо-западной части Татарстана на расстоянии приблизительно 13 км на север по прямой от районного центра поселка Балтаси.

## История
Известно с 1678 года как Починок по речке Тюнтер. 
В «Списке населённых мест Российской империи», изданном в 1876 году по сведениям 1859 года, населённый пункт упомянут как казённая деревня Тюнтерь 3-го стана Малмыжского уезда Вятской губернии. Располагалась при речке Тюнтерке, на торговой дороге из Казани в Уржум (в юго-западном углу Малмыжского уезда), в 26 верстах от уездного города Малмыжа и в 6 верстах от становой квартиры в казённом селе Цыпья. В деревне, в 163 дворах проживали 1150 человек (571 мужчина и 579 женщин), была мечеть.
До 1917 года были построены две мечети (1831 и 1912).

## Население
Постоянных жителей было: в 1811—439, в 1859—1132, в 1884—1341, в 1905—1420, в 1920—1609, в 1926—1441, в 1938—1213, в 1949—827, в 1958—559, в 1970—527, в 1979—546, в 1989—536, в 2002 году 564 (татары 100 %), в 2010 году 591.